# Palau Dandolo

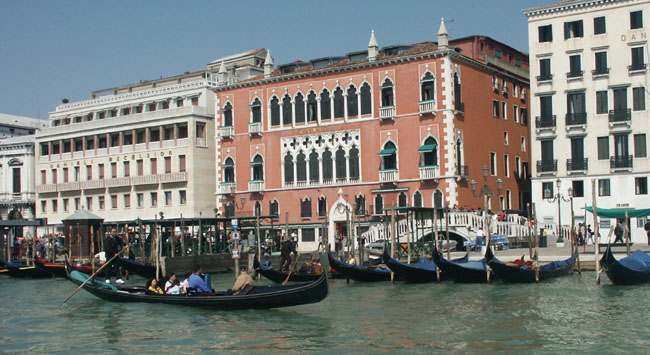
Façana principal

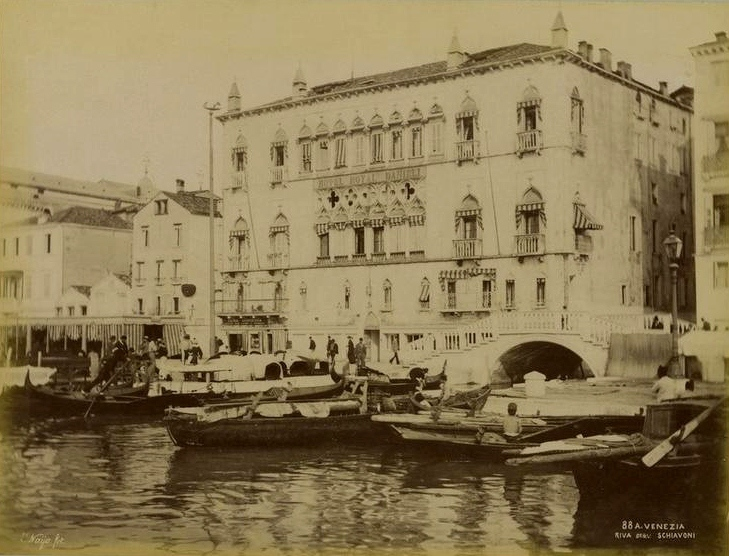
Fotografia antiga de Carlo Naya.

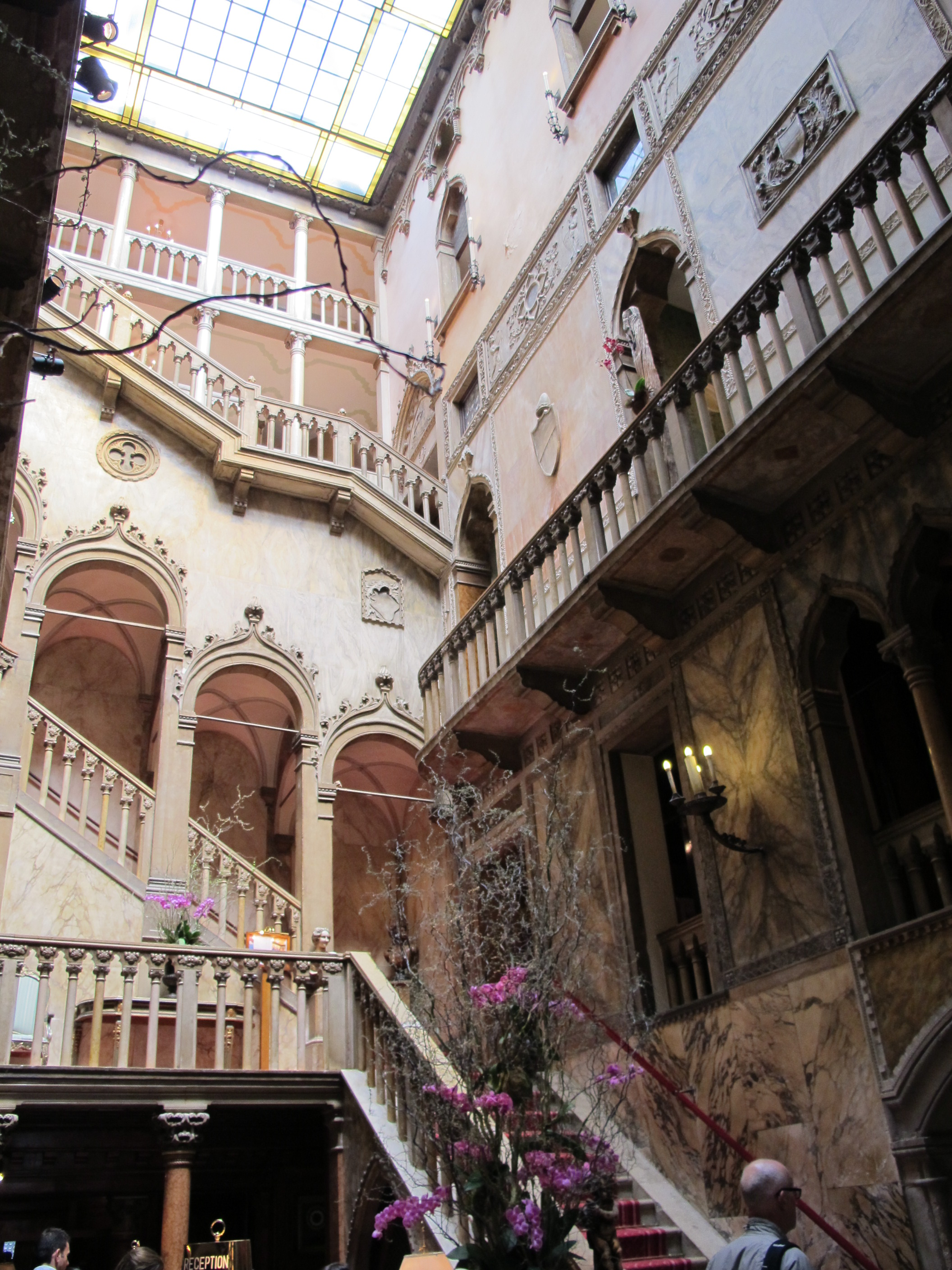
L'atri central està decorat en estil morisc.

El Palau Dandolo, seu de l'Hotel Danieli, és un edifici venecià situat al barri de Castello amb vistes a la Riva degli Schiavoni, no gaire lluny de la plaça de Sant Marc.

## Història
El palau va ser construït per a la família Dandolo al segle XIV.. La propietat del palau es va dividir entre les dones de la família. El 1536 el palau va ser adquirit en part per la família Gritti. Més tard va passar a les famílies Bernardo, Mocenigo i Nani.. El palau va acollir diverses recepcions. El 1530 es va celebrar aquí l'elecció del rei d'Hongria i Bohèmia com a rei dels Romans i el 1629 es va celebrar en aquest palau el banquet de noces entre Giustiniana Mocenigo (pertanyent a la família propietària del palau) i Lorenzo Giustinian. En aquesta darrera ocasió es va representar el drama musical Proserpina rapita de Giulio Strozzi. El 1822 l'edifici va ser adquirit per Giuseppe Dal Niel, conegut com a Danieli, que el va transformar en un hotel. Aleshores es va dur a terme una important restauració, que va canviar l'estil de l'interior, convertint-lo en neogòtic. Aquesta operació va ser dissenyada per l'arquitecte Tranquillo Orsi.

## Arquitectura

### Exteriors
El palau té una clara matriu gòtica pel que fa a la decoració de la façana, emmarcada per cornises de pedra d'Ístria, el poder expressiu de les quals es concentra a la finestra de sis llums del primer pis noble.. Està coronat per set florets gòtics, cinc quadrilòbuls i dos semi quadrilòbuls i flanquejat per un parell de finestres monófores a cada costat, també decorades amb trilòbuls. A la segona planta hi ha una octafora particularment inusual, amb un ritme excepcionalment ajustat.. A la planta baixa hi ha un portal d'aspecte senzill fet amb pedra d'Ístria.

### Interiors
Els interiors, renovats en estil neogòtic, presenten nombroses referències a l'època medieval. L'element central de la composició és l'atri principal, dominat per una escala daurada i galeries decorades amb arcs moriscos i columnes orientals. Aquesta operació de restauració és un exemple de com la imatge decadent de Venècia va fascinar els turistes internacionals. L'interior també conté obres d'art, mobles d'època i canelobres fets a Murano.

## L'Hotel Danieli
L'Hotel Danieli és un hotel de la ciutat que ha allotjat persones famoses i governants europeus.
El 1948 l'hotel va ser ampliat quan es van enderrocar els edificis que el separaven del Palau delle Prigioni i es va construir un annex, conegut com el Palau Danieli Excelsior dissenyat per l'arquitecte Virgilio Vallot (1901–1982). Aquesta obra va ser objecte de polèmiques ferotges perquè el dux Vitale II Michiel havia estat assassinat en aquell lloc i des del 1172, any de l'assassinat, ja no es permetia construir edificis de més d'una planta.
L'Hotel Danieli forma part dels Llocs Històrics d'Itàlia.